# Maria Schininà
Maria Schininà, właśc. wł. Maria Schininà Arezzo, również Maria od Najświętszego Serca Jezusa (ur. 10 kwietnia 1844 w Ragusa, zm. 11 czerwca 1910 tamże) – włoska zakonnica, dziewica i błogosławiona Kościoła rzymskokatolickiego.
Maria Schininà urodziła się w szlacheckiej rodzinie zapewniającej religijne wychowanie. W dniu 8 maja 1899 roku z rąk arcybiskupa otrzymała habit w kościele parafialnym. Potem w mieście rodzinnym założyła Zgromadzenie Sióstr Najświętszego Serca Pana Jezusa (wł. Suore del Sacro Cuore di Ragusa).
Zmarła w opinii świętości w wieku 66 lat.
Została beatyfikowana przez papieża Jana Pawła II w dniu  4 listopada 1990.